# Norbert Gowik
Norbert Gowik (ur. 9 czerwca 1938 w Kostuchnie) – polski górnik, poseł na Sejm PRL VI kadencji.

## Życiorys
Uzyskał wykształcenie średnie, z zawodu górnik przodowy. W 1958 rozpoczął pracę w kopalni „Ziemowit”. Działał w Związku Młodzieży Socjalistycznej. Do Polskiej Zjednoczonej Partii Robotniczej wstąpił w 1964, pełnił funkcję I sekretarza oddziałowej organizacji partyjnej. W 1972 uzyskał mandat posła na Sejm PRL w okręgu Katowice. Zasiadał w Komisji Górnictwa, Energetyki i Chemii oraz w Komisji Nauki i Postępu Technicznego.